# Инцидент в зоне безопасности Молдовы (2012)
Инцидент в зоне безопасности Молдовы 2012 года произошел в зоне безопасности Приднестровья, которую поддерживает Объединенная контрольная комиссия на территории Республики Молдова. 1 января молдавское гражданское лицо проехало через контрольно-пропускной пункт в зоне и было смертельно ранено российским миротворцем.
Гражданское лицо скончалось несколько часов спустя в больнице в Кишинёве. Его смерть увеличила напряженность между Россией и Молдовой и возродила давние дебаты о присутствии российских войск в Молдове. Инцидент вызвал демонстрации в Молдове, в ходе которых протестующие требовали свободного прохода через зону безопасности и вывода российских войск. 25 января 2012 года группа европейских парламентариев обратилась к участникам переговоров в формате 5+2 с просьбой заменить нынешний миротворческий контингент международной гражданской миротворческой миссией.
Аналогичный случай произошел 27 января 1995 года, когда российский военнослужащий в зоне безопасности между Дубоссарами и Рыбницей смертельно ранил ещё одного гражданина, Константина Андреева.

## Инцидент
Инцидент произошел на 9-м миротворческом контрольно-пропускном пункте на мосту через реку Днестр, между приднестровской деревней Пырыта и молдавским городом Вадул-луй-Водэ, рано утром 1 января 2012 года. Согласно сообщениям, мирные жители Вадим Писари и Константин Бологан из села Пырыта на восточном берегу Днестра пригнали машину в соседний город Вадул-луй-Водэ. По пути в город они прошли мост на контрольно-пропускном пункте, на котором находился российский миротворческий контингент. Автомобиль не остановился на контрольно-пропускном пункте, протаранил заграждение на нем и прорвался на другую сторону.
Вскоре Писари и Бологан возвращались в Пириту по тому же маршруту. Когда в 7:15 по местному времени их машина снова въехала на мост, водитель не выполнил повторных требований о выезде. Вячеслав Кожухарь, начальник миротворческих сил, произвел несколько предупредительных выстрелов в воздух и, когда они были проигнорированы, выстрелил в водительскую часть автомобиля, в результате чего он получил тяжелые ранения в спину. Одна пуля попала в машину, которая продвинулась на короткое расстояние, прежде чем она остановилась, дверь открылась, и Писари выпал, раненый. Писари был доставлен в больницу скорой помощи в Кишиневе, где он умер вскоре после операции на позвоночнике.

## Расследование
Молдова и Россия начали расследование инцидента.
Специальная оперативная группа под руководством российских военных прокуроров была сформирована после экстренного заседания Совместной контрольной комиссии.
В апреле 2015 года по делу Писари Европейский суд по правам человека единогласно постановил, что имело место нарушение статьи 2 Европейской конвенции о защите прав человека в отношении Российской Федерации в отношении обеих сторон. Суд постановил, что Российская Федерация должна нести ответственность за последствия действий российских солдат, даже если они не произошли в России. Суд также установил, что решение российского солдата выстрелить в проезжающий автомобиль не было оправданным, и выявил процессуальные проблемы с российским расследованием по делу. Ассоциация, которая помогла родственникам погибших обратиться за справедливостью, заявила, что Россия должна была выплатить родственникам 40580 евро в течение следующих 3 месяцев, однако обязательство не было выполнено.

## Последствия
4 января Вадим Писари был похоронен в своей родной деревне. Похоронная процессия переросла в акцию протеста. После похорон около 250 человек-демонстрантов держали в руках плакаты, призывающие Россию ослабить свое влияние в регионе. Среди участников на похоронах 4 января были Дорин Киртоакэ, члены ЛП и ЛДПМ. Правительство Молдовы выделило 100 000 леев на похороны Писари.

## Реакция

### Молдова
2 января протестующие собрались в Пырыте с требованием убрать контрольно-пропускной пункт. В тот же день премьер-министр Молдовы Владимир Филат осудил инцидент, распорядился выплатить компенсацию семье погибшего и призвал к совместному молдавско-российскому расследованию.
3 января около 100 протестующих собрались возле места, где Писари был ранен, требуя ликвидации контрольно-пропускного пункта и других подобных объектов. Протест нарушил пункт пропуска на два часа.
3 января протестующие подписали письмо, адресованное правительству Молдовы, Организации по безопасности и сотрудничеству в Европе и международному сообществу, с просьбой немедленно вывести все пятнадцать миротворческих пунктов в районе реки Днестр. «Ничто не оправдывает смерть человека», — сказал 3 января премьер-министр Молдовы Владимир Филат. «Это не первый случай, когда миротворцы совершают такие преступления», — сказал Ион Маноле.
5 января премьер-министр Владимир Филат и заместитель премьер-министра по реинтеграции Евгений Карпов возложили цветы к могиле Писари.
9 января участники митинга перед посольством России в Кишиневе потребовали вывода российских войск.
В последующие недели несколько молдавских НПО организовали акции протеста перед российскими посольствами в Бухаресте и Кишиневе, требуя вывода российских войск из региона.
11 января более 500 человек протестовали в молдавском городе Вадул-луй-Водэ, требуя вывода российских войск.

### Россия
2 января в заявлении, опубликованном послом России в Молдове Валерием Кузьминым, утверждалось, что Вадим Писари несет большую ответственность за стрельбу, ссылаясь на «неоднократные грубые нарушения со стороны жертвы, которая находилась в состоянии алкогольного опьянения и управляла автомобилем, который не принадлежал ему». Российское посольство в Кишиневе также сослалось на «повреждение контрольно-пропускного пункта, опасность столкновения с одним из миротворцев, превышение скорости через барьер, невыполнение приказа свернуть даже после предупредительных выстрелов в воздух». Эти заявления были отклонены Министерством внутренних дел Молдовы. 3 января в пресс-релизе МИД Молдовы говорится, что посол Валерий Кузьмин не впервые делает неуместные заявления. Министр иностранных дел Юрий Лянкэ назвал комментарии Валерия Кузьмина в связи с убийством Писари «неудачными» и «саркастическими».
4 января российский МИД выступил с заявлением, в котором выразил сожаление по поводу смерти Вадима Писари и обязался провести тщательное расследование инцидента.

### Международное сообщество
4 января министр иностранных дел Румынии Теодор Баконски выразил соболезнование семье Писари. 4 января в заявлении МИД России Москва выразила соболезнования Молдове в связи с кончиной Вадима Писари.
Соединенные Штаты и Германия выступили с заявлениями, призывающими Россию и Молдову избежать роста напряженности в зоне безопасности и провести тщательное расследование инцидента. Они также выразили готовность участвовать в переговорах по демилитаризации района и преобразованию нынешней миротворческой миссии в миссию под руководством ОБСЕ.
8 января выходцы из Молдовы протестовали перед посольством России в Париже, требуя вывода российских войск.
25 января 31 член Парламентской ассамблеи Совета Европы подписали декларацию, призывающую международную гражданскую миротворческую миссию заменить нынешнюю в Приднестровье. В декларации также отмечались протесты в местных селах и указывалось, что «предварительное расследование доказывает, что у российского миротворца не было причин открывать огонь по транспортному средству».
26 января 2012 года представитель ПАСЕ в Молдове Ана Гогу рассказала о смерти Писари перед Ассамблеей.